# Roman Hermann
Roman Hermann (Schaan, 27 de marzo de 1953) es un deportista liechtensteiniano que compitió en ciclismo en la modalidad de pista. Ganó una medalla de bronce en el Campeonato Mundial de Ciclismo en Pista de 1982, en la carrera por puntos.

## Medallero internacional
| Campeonato Mundial | Campeonato Mundial      | Campeonato Mundial | Campeonato Mundial |
| Año                | Lugar                   | Medalla            | Competición        |
| ------------------ | ----------------------- | ------------------ | ------------------ |
| 1982               | Leicester (Reino Unido) | Medalla de bronce  | Puntuación (P)     |

## Palmarés
- 1980
  - 1.º en los Seis días de Zúrich (con Horst Schütz)
- 1981
  - 1.º en los Seis días de Hannover (con Horst Schütz)
- 1984
  - 1.º en los Seis días de Buenos Aires (con Eduardo Trillini)
- 1985
  - 1.º en los Seis días de Dortmund (con Josef Kristen)
- 1986
  - 1.º en los Seis días de Colonia (con Sigmund Hermann)
  - 1.º en los Seis días de Madrid (con Sigmund Hermann)
- 1987
  - Campeón de Europa de Madison (con Josef Kristen)
  - 1.º en los Seis días de Dortmund (con Danny Clark)
  - 1.º en los Seis días de Münster (con Josef Kristen)
  - 1.º en los Seis días de Stuttgart (con Josef Kristen)
  - 1.º en los Seis días de Bassano del Grappa (con Moreno Argentin y Anthony Doyle)
- 1988
  - 1.º en los Seis días de Stuttgart (con Dietrich Thurau)
  - 1.º en los Seis días de Gante (con Urs Freuler)
  - 1.º en los Seis días de Copenhague (con Hans-Henrik Ørsted)
  - 1.º en los Seis días de Grenoble (con Charly Mottet)
- 1989
  - 1.º en los Seis días de Bremen (con Andreas Kappes)